# Kenocymbium
Genre
Kenocymbium est un genre d'araignées aranéomorphes de la famille des Linyphiidae.

## Distribution
Les espèces de ce genre se rencontrent en Thaïlande et en Indonésie.

## Liste des espèces
Selon World Spider Catalog (version 16.5, 17/10/2015) :
- Kenocymbium deelemanae Millidge & Russell-Smith, 1992
- Kenocymbium simile Millidge & Russell-Smith, 1992

## Publication originale
- Millidge & Russell-Smith, 1992 : Linyphiidae from rain forests of Southeast Asia. Journal of Natural History, vol. 26, no 6, p. 1367-1404.